# Unielijst voor invasieve uitheemse soorten
In 2016 heeft de Europese Commissie, in navolging van de EU-verordening 1143/2014 betreffende invasieve uitheemse soorten een eerste Unielijst van 37 invasieve uitheemse soorten opgesteld. De lijst werd voor het eerst bijgewerkt in 2017 en bevatte toen 49 soorten. Bij een tweede update in 2019 werden 66 soorten vermeld als invasieve uitheemse soort van belang voor Europa. In augustus 2022 zijn 22 dier- en plantensoorten toegevoegd aan de Unielijst.
Men mag soorten op de lijst niet meer binnen de Unie houden, importeren, transporteren, verkopen en kweken. De lidstaten van de Europese Unie moeten maatregelen nemen om hun verspreiding te stoppen, monitoring uit te voeren en bij voorkeur deze soorten uit te roeien. Zelfs als ze al wijdverspreid zijn in het land, wordt van hen verwacht de soort te beheren om verdere verspreiding te voorkomen, tenzij er goede redenen zijn om dat niet te doen.

## Sorteerbare tabellen van invasieve uitheemse soorten van belang voor de Unie

### Terrestrische planten
| Wetenschappelijke naam                                                                                  | Nederlandstalige naam   | Taxonomische groep | EU   | Afbeelding |
| --- | ----------------------- | ------------------ | ---- | ---------- |
| Persicaria wallichii Greuter & Burdet syn.: Koenigia polystachia (Wall. ex Meisn.) T.M.Schust. & Reveal | Afghaanse duizendknoop  | Plantae            | 2022 |            |
| Andropogon virginicus L.                                                                                | Amerikaans bezemgras    | Plantae            | 2019 |            |
| Cardiospermum grandiflorum Sw.                                                                          | ballonrank              | Plantae            | 2019 |            |
| Fallopia ×bohemica (Chrtek & Chrtková) J.P.Bailey syn.: Reynoutria ×bohemica Chrtek & Chrtková          | basterdduizendknoop     | Plantae            | 2025 |            |
| Acacia mearnsii De Wild.                                                                                | bleekgele acacia        | Plantae            | 2025 |            |
| Celastrus orbiculatus Thunb.                                                                            | boomwurger              | Plantae            | 2022 |            |
| Lespedeza cuneata (Dum.Cours.) G.Don                                                                    | Chinese struikklaver    | Plantae            | 2019 |            |
| Cenchrus setaceus (Forssk.) Morrone syn.: Pennisetum setaceum (Forssk.) Chiov.                          | fraai lampenpoetsergras | Plantae            | 2017 |            |
| Gunnera tinctoria (Molina) Mirbel                                                                       | gewone gunnera          | Plantae            | 2017 |            |
| Persicaria perfoliata (L.) H. Gross syn.: Polygonum perfoliatum L.                                      | gestekelde duizendknoop | Plantae            | 2016 |            |
| Hakea sericea Schrad. & J.C.Wendl.                                                                      | hakea                   | Plantae            | 2022 |            |
| Ailanthus altissima (Mill.) Swingle                                                                     | hemelboom               | Plantae            | 2019 |            |
| Cortaderia jubata (Lemoine ex Carrière) Stapf                                                           | hoog pampagras          | Plantae            | 2019 |            |
| Fallopia japonica (Houtt.) Ronse Decr. syn.: Reynoutria japonica Houtt.                                 | Japanse duizendknoop    | Plantae            | 2025 |            |
| Lygodium japonicum (Thunb.) Sw.                                                                         | Japanse klimvaren       | Plantae            | 2019 |            |
| Microstegium vimineum (Trin.) A. Camus                                                                  | Japans steltgras        | Plantae            | 2017 |            |
| Delairea odorata Lem.                                                                                   | klimopkruiskruid        | Plantae            | 2025 |            |
| Pueraria montana var. lobata (Willd.) Maesen & S.M.Almeida ex Sanjappa & Predeep                        | kudzu                   | Plantae            | 2016 |            |
| Prosopis juliflora (Sw.) DC.                                                                            | mesquite                | Plantae            | 2019 |            |
| Humulus scandens (Lour.) Merr. syn.: H. japonicus Siebold & Zuccarini                                   | Oosterse hop            | Plantae            | 2019 |            |
| Broussonetia papyrifera (L.) L'Hér. ex Vent.                                                            | papiermoerbei           | Plantae            | 2025 |            |
| Heracleum persicum Fischer                                                                              | Perzische berenklauw    | Plantae            | 2016 |            |
| Impatiens glandulifera Royle                                                                            | reuzenbalsemien         | Plantae            | 2017 |            |
| Heracleum mantegazzianum Sommier & Levier                                                               | reuzenberenklauw        | Plantae            | 2017 |            |
| Ehrharta calycina Sm.                                                                                   | roze rimpelgras         | Plantae            | 2019 |            |
| Fallopia sachalinensis (F.Schmidt) Ronse Decr. syn.: Reynoutria sachalinensis (F.Schmidt) Nakai         | Sachalinse duizendknoop | Plantae            | 2025 |            |
| Parthenium hysterophorus L.                                                                             | schijnambrosia          | Plantae            | 2016 |            |
| Heracleum sosnowskyi Mandenova                                                                          | Sosnowsky's berenklauw  | Plantae            | 2016 |            |
| Baccharis halimifolia L.                                                                                | struikaster             | Plantae            | 2016 |            |
| Triadica sebifera (L.) Small                                                                            | talgboom                | Plantae            | 2019 |            |
| Acacia saligna (Labill.) H.L.Wendl.                                                                     | wilgacacia              | Plantae            | 2019 |            |
| Asclepias syriaca L.                                                                                    | zijdeplant              | Plantae            | 2017 |            |

### Water- en oeverplanten
| Wetenschappelijke naam                                              | Nederlandstalige naam      | Taxonomische groep | EU   | Afbeelding |
| ------------------------------------------------------------------- | -------------------------- | ------------------ | ---- | ---------- |
| Alternanthera philoxeroides (Mart.) Griseb.                         | alligatorkruid             | Plantae            | 2017 |            |
| Salvinia molesta D.S.Mitch.                                         | grote vlotvaren            | Plantae            | 2019 |            |
| Hydrocotyle ranunculoides L. f.                                     | grote waternavel           | Plantae            | 2016 |            |
| Ludwigia peploides (Kunth) P.H.Raven                                | kleine waterteunisbloem    | Plantae            | 2016 |            |
| Lysichiton americanus Hultén & H.St.John                            | moeraslantaarn             | Plantae            | 2016 |            |
| Myriophyllum heterophyllum Michx.                                   | ongelijkbladig vederkruid  | Plantae            | 2017 |            |
| Myriophyllum aquaticum (Vell.) Verdc.                               | parelvederkruid            | Plantae            | 2016 |            |
| Gymnocoronis spilanthoides (D.Don ex Hook. & Arn.) DC.              | smalle theeplant           | Plantae            | 2019 |            |
| Elodea nuttallii (Planch.) St.John                                  | smalle waterpest           | Plantae            | 2017 |            |
| Lagarosiphon major (Ridl.) Moss                                     | verspreidbladige waterpest | Plantae            | 2016 |            |
| Crassula helmsii (Kirk) Cockayne                                    | watercrassula              | Plantae            | 2025 |            |
| Pontederia crassipes Mart. syn.: Eichhornia crassipes (Mart.) Solms | waterhyacint               | Plantae            | 2016 |            |
| Pistia stratiotes L.                                                | watersla                   | Plantae            | 2022 |            |
| Ludwigia grandiflora (Michx.) Greuter & Burdet                      | waterteunisbloem           | Plantae            | 2016 |            |
| Cabomba caroliniana A.Gray                                          | waterwaaier                | Plantae            | 2016 |            |

### Zoogdieren
| Wetenschappelijke naam                                               | Nederlandstalige naam    | Taxonomische groep | EU   | Afbeelding |
| -------------------------------------------------------------------- | ------------------------ | ------------------ | ---- | ---------- |
| Neogale vison (Schreber, 1777) syn.: Neovison vison (Schreber, 1777) | Amerikaanse nerts        | Mammalia           | 2025 |            |
| Sciurus niger Linnaeus, 1758                                         | Amerikaanse voseekhoorn  | Mammalia           | 2016 |            |
| Axis axis (Erxleben, 1777)                                           | axishert                 | Mammalia           | 2022 |            |
| Myocastor coypus Molina, 1782                                        | beverrat                 | Mammalia           | 2016 |            |
| Castor canadensis Kuhl, 1820                                         | Canadese bever           | Mammalia           | 2025 |            |
| Sciurus carolinensis Gmelin, 1788                                    | grijze eekhoorn          | Mammalia           | 2016 |            |
| Herpestes javanicus (É. Geoffroy, 1818)                              | Indische mangoeste       | Mammalia           | 2016 |            |
| Muntiacus reevesi Ogilby, 1839                                       | Chinese muntjak          | Mammalia           | 2016 |            |
| Ondatra zibethicus (Linnaeus, 1766)                                  | muskusrat                | Mammalia           | 2017 |            |
| Callosciurus erythraeus (Pallas, 1779)                               | Pallas' eekhoorn         | Mammalia           | 2016 |            |
| Nasua nasua (Linnaeus, 1766)                                         | rode neusbeer            | Mammalia           | 2016 |            |
| Tamias sibiricus Laxmann, 1769                                       | Siberische grondeekhoorn | Mammalia           | 2016 |            |
| Cervus nippon Temminck, 1838                                         | sikahert                 | Mammalia           | 2025 |            |
| Callosciurus finlaysonii (Horsfield, 1823)                           | Thaise eekhoorn          | Mammalia           | 2022 |            |
| Procyon lotor (Linnaeus, 1758)                                       | wasbeer                  | Mammalia           | 2016 |            |
| Nyctereutes procyonoides (Gray, 1834)                                | wasbeerhond              | Mammalia           | 2017 |            |

### Vogels
| Wetenschappelijke naam                     | Nederlandstalige naam | Taxonomische groep | EU   | Afbeelding |
| ------------------------------------------ | --------------------- | ------------------ | ---- | ---------- |
| Threskiornis aethiopicus (Latham, 1790)    | heilige ibis          | Aves               | 2016 |            |
| Corvus splendens Viellot, 1817             | huiskraai             | Aves               | 2016 |            |
| Acridotheres cristatellus (Linnaeus, 1758) | kuifmaina             | Aves               | 2025 |            |
| Alopochen aegyptiaca (Linnaeus, 1766)      | nijlgans              | Aves               | 2017 |            |
| Pycnonotus cafer (Linnaeus, 1766)          | roodbuikbuulbuul      | Aves               | 2022 |            |
| Pycnonotus jocosus (Linnaeus, 1758)        | roodoorbuulbuul       | Aves               | 2025 |            |
| Oxyura jamaicensis (Gmelin, 1789)          | rosse stekelstaart    | Aves               | 2016 |            |
| Acridotheres tristis (Linnaeus, 1766)      | treurmaina            | Aves               | 2019 |            |

### Reptielen/amfibieën
| Wetenschappelijke naam               | Nederlandstalige naam   | Taxonomische groep | EU   | Afbeelding |
| ------------------------------------ | ----------------------- | ------------------ | ---- | ---------- |
| Xenopus laevis (Daudin, 1802)        | klauwkikker             | Amphibia           | 2022 |            |
| Lithobates catesbeianus Shaw, 1802   | Amerikaanse stierkikker | Amphibia           | 2016 |            |
| Lampropeltis getula (Linnaeus, 1758) | gewone koningsslang     | Reptilia           | 2022 |            |
| Trachemys scripta (Schoepff, 1792)   | lettersierschildpad     | Reptilia           | 2016 |            |

### Terrestrische invertebraten
| Wetenschappelijke naam                                       | Nederlandstalige naam        | Taxonomische groep | EU   | Afbeelding |
| ------------------------------------------------------------ | ---------------------------- | ------------------ | ---- | ---------- |
| Vespa velutina Lepeletier, 1836                              | Aziatische hoornaar          | Insecta            | 2016 |            |
| Brachyponera chinensis (Emery, 1895)                         | Aziatische staafmier         | Insecta            | 2025 |            |
| Wasmannia auropunctata (Roger, 1863)                         | dwergvuurmier                | Insecta            | 2022 |            |
| Obama nungara Carbayo, Alvarez-Presas, Jones & Riutort, 2016 | grote gevlekte landplatworm  | Rhabditophora      | 2025 |            |
| Bipalium kewense Moseley, 1878                               | hamerhoofdplatworm           | Rhabditophora      | 2025 |            |
| Platydemus manokwari Beauchamp, 1962                         | Nieuw-Guinese landplatworm   | Rhabditophora      | 2025 |            |
| Arthurdendyus triangulatus (Dendy, 1895)                     | Nieuw-Zeelandse landplatworm | Rhabditophora      | 2019 |            |
| Vespa mandarinia Smith, 1852                                 | reuzenhoornaar               | Insecta            | 2025 |            |
| Solenopsis invicta Buren, 1972                               | rode vuurmier                | Insecta            | 2022 |            |
| Solenopsis richteri Forel, 1909                              | zwarte vuurmier              | Insecta            | 2022 |            |
| Solenopsis geminata (Fabricius, 1804)                        | tropische vuurmier           | Insecta            | 2022 |            |

### Zoetwaterinvertebraten
| Wetenschappelijke naam                                                          | Nederlandstalige naam                | Taxonomische groep | EU   | Afbeelding |
| ------------------------------------------------------------------------------- | ------------------------------------ | ------------------ | ---- | ---------- |
| Faxonius immunis (Hagen, 1870) syn.: Orconectes immunis (Hagen, 1870)           | calicotrivierkreeft                  | Crustacea          | 2025 |            |
| Pacifastacus leniusculus (Dana, 1852)                                           | Californische rivierkreeft           | Crustacea          | 2016 |            |
| Cipangopaludina chinensis (J.E.Gray, 1833)                                      | Chinese moerasslak                   | Gastropoda         | 2025 |            |
| Eriocheir sinensis H. Milne Edwards, 1854                                       | Chinese wolhandkrab                  | Crustacea          | 2016 |            |
| Faxonius virilis (Hagen, 1870) syn.: Orconectes virilis (Hagen, 1870)           | geknobbelde Amerikaanse rivierkreeft | Crustacea          | 2016 |            |
| Faxonius limosus (Rafinesque, 1817) syn.: Orconectes limosus (Rafinesque, 1817) | gevlekte Amerikaanse rivierkreeft    | Crustacea          | 2016 |            |
| Marisa cornuarietis (Linnaeus, 1758)                                            | grote posthorenappelslak             | Gastropoda         | 2025 |            |
| Cherax destructor Clark, 1936                                                   | jabbie                               | Crustacea          | 2025 |            |
| Limnoperna fortunei (Dunker, 1857)                                              | gouden mossel                        | Bivalvia           | 2022 |            |
| Procambarus virginalis Lyko, 2017                                               | marmerkreeft                         | Crustacea          | 2016 |            |
| Procambarus clarkii (Girard, 1852)                                              | rode Amerikaanse rivierkreeft        | Crustacea          | 2016 |            |
| Faxonius rusticus (Girard, 1852) syn.: Orconectes rusticus                      | roestbruine Amerikaanse rivierkreeft | Crustacea          | 2022 |            |

### Vissen (zoet, brak en marien water)
| Wetenschappelijke naam                                                                             | Nederlandstalige naam          | Taxonomische groep | EU   | Afbeelding |
| -------------------------------------------------------------------------------------------------- | ------------------------------ | ------------------ | ---- | ---------- |
| Morone americana (Gmelin, 1789)                                                                    | Amerikaanse zeebaars           | Pisces             | 2022 |            |
| Perccottus glenii Dybowski, 1877                                                                   | amoergrondel                   | Pisces             | 2016 |            |
| Misgurnus anguillicaudatus (Cantor, 1842)                                                          | Aziatische modderkruiper       | Pisces             | 2025 |            |
| Pseudorasbora parva (Temminck & Schlegel, 1846)                                                    | blauwband                      | Pisces             | 2016 |            |
| Channa argus (Cantor, 1842)                                                                        |                                | Pisces             | 2022 |            |
| Fundulus heteroclitus (Linnaeus, 1766)                                                             |                                | Pisces             | 2022 |            |
| Gambusia affinis (Baird & Girard, 1853)                                                            |                                | Pisces             | 2022 |            |
| Gambusia holbrooki Girard, 1859                                                                    |                                | Pisces             | 2022 |            |
| Plotosus lineatus (Thunberg, 1787)                                                                 | gestreepte koraalmeerval       | Pisces             | 2019 |            |
| Misgurnus mohoity (Dybowski, 1869) syn.: Misgurnus bipartitus (Sauvage & Dabry de Thiersant, 1874) | Noord-Aziatische modderkruiper | Pisces             | 2025 |            |
| Lepomis gibbosus (Linnaeus, 1758)                                                                  | zonnebaars                     | Pisces             | 2019 |            |
| Ameiurus melas (Rafinesque-Schmaltz, 1819)                                                         | zwarte dwergmeerval            | Pisces             | 2022 |            |

### Andere mariene soorten
| Wetenschappelijke naam                               | Nederlandstalige naam                        | Taxonomische groep | EU   | Afbeelding |
| ---------------------------------------------------- | -------------------------------------------- | ------------------ | ---- | ---------- |
| Mulinia lateralis (Say, 1822)                        | Amerikaanse strandschelp                     | Bivalvia           | 2025 |            |
| Nanozostera japonica (Asch. & Graebn.) Toml. & Posl. | Japans dwergzeegras                          | Plantae            | 2025 |            |
| Asterias amurensis Lutken, 1871                      | Japanse zeester of Noord-Atlantische zeester | Echinodermata      | 2025 |            |
| Rugulopteryx okamurae                                |                                              | Phaeophyceae       | 2022 |            |